# کون‌آداچ
کون‌آداچ (به مجاری:  Kunadacs) یک منطقهٔ مسکونی در مجارستان است که در Peszéradacs واقع شده‌است. کون‌آداچ ۸۹٫۹ کیلومتر مربع مساحت و ۱٬۵۳۷ نفر جمعیت دارد.